# 福澤捨次郎
福澤 捨次郎（ふくざわ すてじろう、慶応元年9月21日（1865年11月9日） - 大正15年（1926年）11月3日）は、日本のジャーナリスト。慶應義塾創始者福澤諭吉と錦夫妻の次男。

## 生涯
江戸築地鉄砲洲（現東京都中央区明石町）にあった豊前中津藩中屋敷内で生まれ、両親の教育を経て明治5年（1872年）に兄の一太郎と共に英語を習い始めた。父から愛情を受けて育ち、明治3年（1870年）に母の安産祈願のため兄と一緒に父に三田の水天宮へ連れられ、明治4年（1871年）には教訓集『ひゞのをしへ』を書き与えられ、明治7年（1874年）からは父が住み込みの家庭教師にした宣教師アレクサンダー・クロフト・ショーから英語を学んだ。発育は早く、2歳上の兄とは双子のようだったという。
兄と共に東京大学予備門へ入学したが学風が合わず、体調を崩したこともあり明治15年（1882年）に揃って退学して慶應義塾へ移り、明治16年（1883年）6月に兄と一緒にアメリカへ留学した。オハイオ州オーバリン、ニューヨーク州ポキプシー、マサチューセッツ州マサチューセッツ工科大学で土木工学を専攻、卒業して明治21年（1888年）に帰国した。この間学業を挫折した兄と一緒にヨーロッパを回り、帰国するまで見聞を広めた。
翌明治22年（1889年）には従兄の中上川彦次郎が社長を勤める山陽鉄道へ入社、明治24年（1891年）まで勤めた。また北里柴三郎が設立した伝染病研究所（現東京大学医科学研究所）が明治26年（1893年）に移転する際、住民の反対運動を鎮めようと考えた父の配慮で新築を研究所の隣に建てた。明治29年（1896年）1月に時事新報へ社長として入り、これに納得しなかった伊藤欽亮の退社はあったが、石河幹明と組んで大正15年（1926年）6月まで時事新報の経営を主導した。慶應義塾でも常任理事・評議員・体育会長などを務め、明治32年（1899年）には父の教え子小幡篤次郎・石河幹明・鎌田栄吉・門野幾之進・土屋元作や兄と共に『修身要領』編纂に当たった。大正15年11月3日死去、享年60。墓所は多磨霊園

## 家族
明治24年（1891年）11月に外交官林董の娘菊（1874年生）と結婚、2男2女を儲けた。
- 長女：その（1892年生） - 興東木材倉庫社長・島田乙駒の妻。子の島田輝雄は原邦造の娘婿となり、原家所有の日本土地山林の社長を務めた。乙駒の姉の夫に梶原仲治がいる。
- 長男：時太郎（1898年生） ‐ 慶應義塾大学理財科卒業後三菱銀行入行[13]。子に福沢武、外孫に福沢克雄。
- 次女：富士（1902年生） - 大平起業(現・日鉄保険サービス)常務・三村準平の妻。夫の甥に三村庸平、小林公平がいる。
- 次男：堅次（1905年生） ‐ 慶大理財科卒業後麒麟麦酒を経て江戸川工業所（現・三菱ガス化学）取締役。岳父に三菱財閥の岩崎久弥。[13]

## 登場作品
- 春の波涛（1985年（昭和60年）、NHK大河ドラマ） 演：田山涼成